# Лане-Саре
Општина Лане-Саре (ест. Lääne-Saare vald) рурална је општина у југозападном делу округа Сарема на западу Естоније.
Општина обухвата централни, јужни и западни део острва Сареме и заузима територију површине 809 km2 (територијално је највећа општина у округу). Граничи се са општинама Пихтла на истоку, Лејси на североистоку, Мустјала и Кихелкона на северу, те општином Салме на југу. Јужно је и градска општина Куресаре.
Према статистичким подацима из јануара 2016. на територији општине живело је 7.086 становника, или у просеку око 8,8 становника по квадратном километру.
Административни центар општине налази се у граду Куресаре које административно не улази у њен састав. 
На територији општине налази се 115 села. 
Општина Лане-Саре формирана је у децембру 2014. спајањем дотадашњих општина Ккарма, Карла и Лиманда.